# Верещагино
Вереща́гино — город в Пермском крае России, административный центр Верещагинского района и Верещагинского городского округа. Население — 22 077 чел. (2023). 
По распространённой версии, железнодорожная станция, а затем и город названы в честь русского художника-баталиста В. В. Верещагина. По другой версии, название дано в честь другого русского художника П. П. Верещагина.

## История
Город был основан как посёлок около железнодорожной станции в 1898 году при строительстве Пермь-Котласской железной дороги. Официальное название с 1899 года — станция Очёрская. В 1904 году станция была переименована в Вознесенскую — по названию волостного центра, села Вознесенское.
Современное название обычно связывают с тем, что на этой станции в 1904 году якобы останавливался по пути на Дальний Восток великий художник-баталист В. В. Верещагин. В апреле 1904 года Верещагин погиб при подрыве броненосца «Петропавловск», а спустя 12 лет по просьбе жителей станция была переименована в честь художника. Официально это название закреплено в приказе Министерства путей сообщения № 354 от 8 декабря 1915 года «О переименовании с 18 апреля 1916 года станции „Вознесенская“ Пермской железной дороги в станцию „Верещагино“». На привокзальной площади города стоит памятник В. В. Верещагину.
По другой версии, название появилось в честь художника П. П. Верещагина, родившегося в Перми, со дня смерти которого в 1916 году исполнялось 30 лет. В своё время Общество Уральской горнозаводской железной дороги обратилось к П. П. Верещагину с предложением запечатлеть ландшафты тех мест, по которым пройдёт первая на Среднем Урале железная дорога. Художником была создана серия пейзажей — около тридцати этюдов и законченных картин, часть из которых хранится в Пермской художественной галерее, при этом в ряде работ показано строительство железной дороги.
В 1918 году революционные власти переименовали поселение в Красно-Верещагино, но вскоре вернули его прежнее название.
1 января 1924 года посёлок Верещагино стал районным центром Верещагинского района. Статус города посёлок получил 19 июня 1942 года.

## География
Расположен в юго-восточной части Верещагинского района, на пересечении Транссибирской железнодорожной магистрали и автодороги регионального значения Очёр — Верещагино — Сива.
Преобладает умеренно континентальный климат. Среднегодовая температура в городе — 1,7 °C. Среднегодовая норма осадков — 618 мм.

## Экономика
Крупнейшими предприятиями города являются: Верещагинский комбинат хлебопродуктов, молочный комбинат «Вемол», Верещагинская трикотажная фабрика, завод по ремонту путевых машин и изготовлению запасных частей «Ремпутьмаш», завод железобетонных конструкций.

### Транспорт
В городе расположена станция Верещагино Свердловской железной дороги.
В 2018 году запущен ежедневный поезд «Ласточка» от вокзала Пермь II до Верещагино.

## Население
| 1931    | 1959    | 1967    | 1970    | 1979    | 1989    | 1992    | 1996    | 1998    |
| ------- | ------- | ------- | ------- | ------- | ------- | ------- | ------- | ------- |
| 6000    | ↗22 860 | ↘22 000 | ↗23 585 | ↘22 349 | ↗24 129 | ↗24 900 | →24 900 | →24 900 |
| 2000    | 2001    | 2002    | 2003    | 2005    | 2006    | 2007    | 2008    | 2009    |
| ↗25 100 | ↗25 200 | ↘22 832 | ↘22 800 | →22 800 | ↘22 600 | →22 600 | ↗22 700 | ↗22 786 |
| 2010    | 2011    | 2012    | 2013    | 2014    | 2015    | 2016    | 2017    | 2018    |
| ↘22 156 | ↗22 200 | ↘22 085 | ↗22 447 | ↗22 448 | ↘22 328 | ↘22 261 | ↘22 194 | ↘21 969 |
| 2019    | 2020    | 2021    | 2023    |         |         |         |         |         |
| ↘21 648 | ↘21 292 | ↗22 239 | ↘22 077 |         |         |         |         |         |

На 1 января 2025 года по численности населения город находился на 612-м месте из 1124 городов Российской Федерации.
Половозрастная структура населения города характеризуется преобладанием женского населения (54,0 %) над мужским (46,0 %). Более половины занятого населения города приходится на машиностроение (32,3 %) и его лёгкую промышленность (27,7 %).

## Достопримечательности
- Паровоз-памятник ФД21-3092.
- Лазаревский женский монастырь.
- Храм во имя святого благоверного князя Александра Невского.
- Памятник художнику В. В. Верещагину (1995, скульптор А. А. Уральский)[2].
- Памятник Ульяне Громовой.
- Памятник павшим в Гражданской войне.
- Мемориал погибшим в годы Великой Отечественной войны.
- Памятник ученикам и учителям школы № 1, погибшим в годы Великой Отечественной войны.

## Галерея

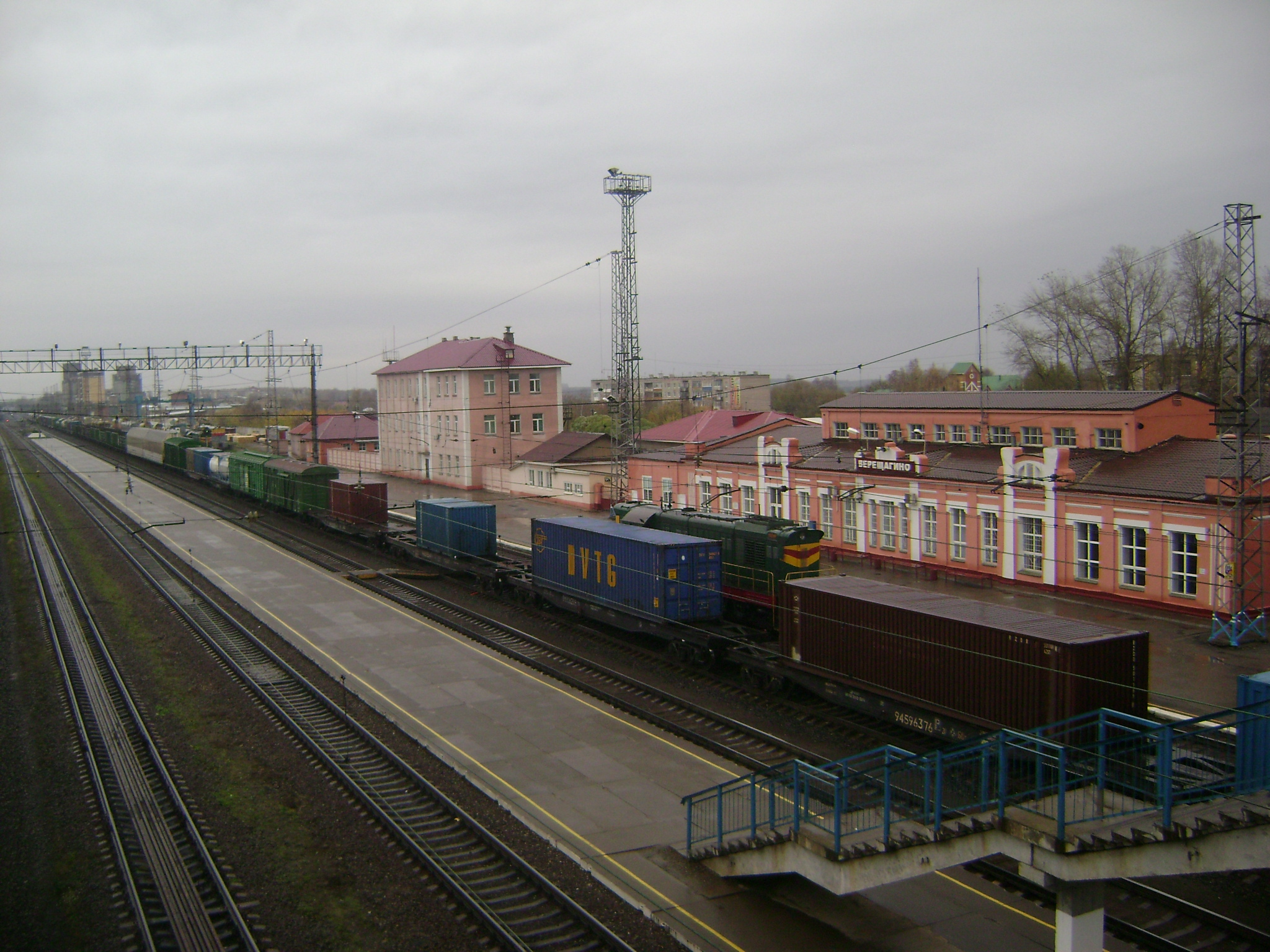
Станция Верещагино
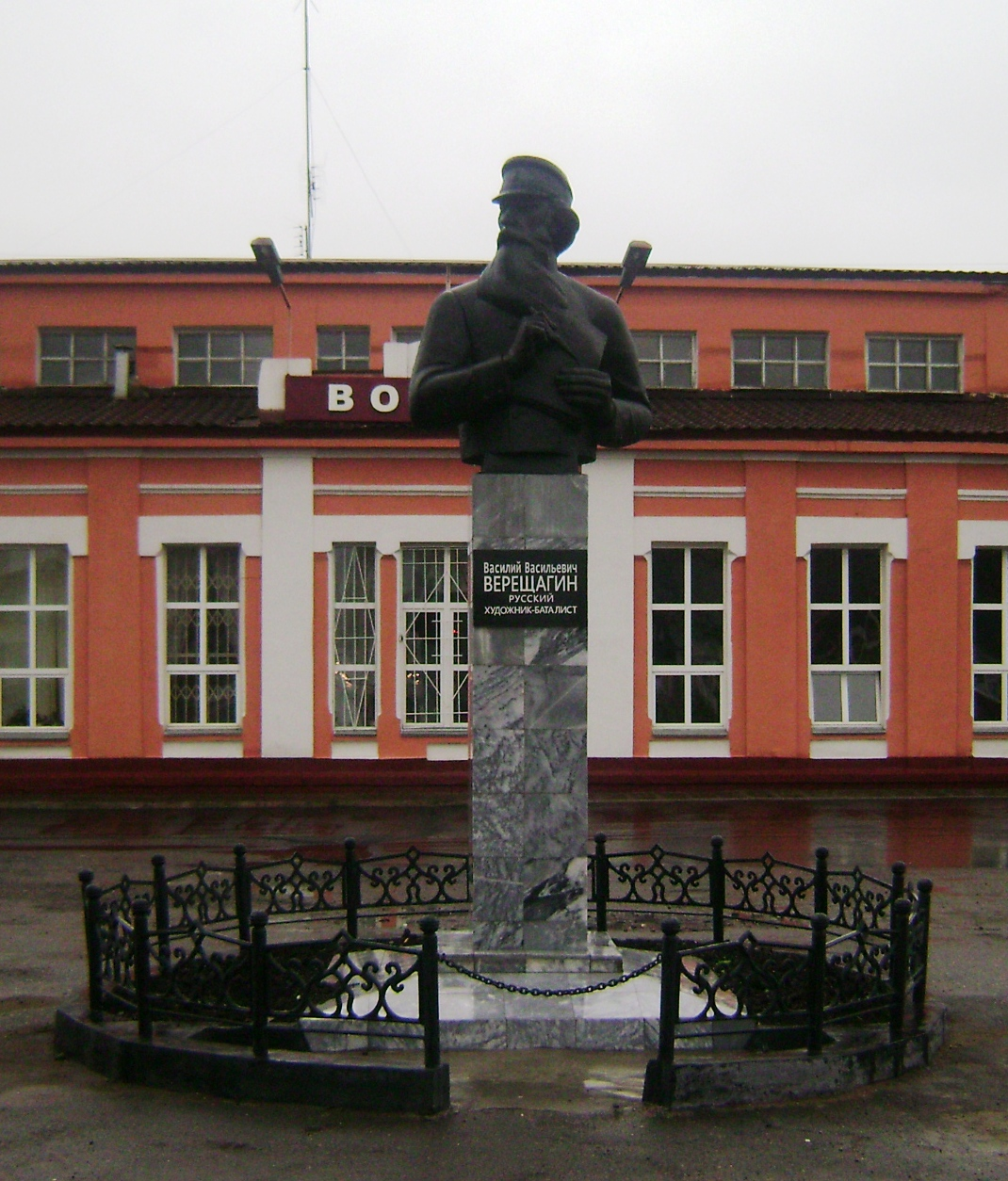
Бюст В. В. Верещагина на привокзальной площади
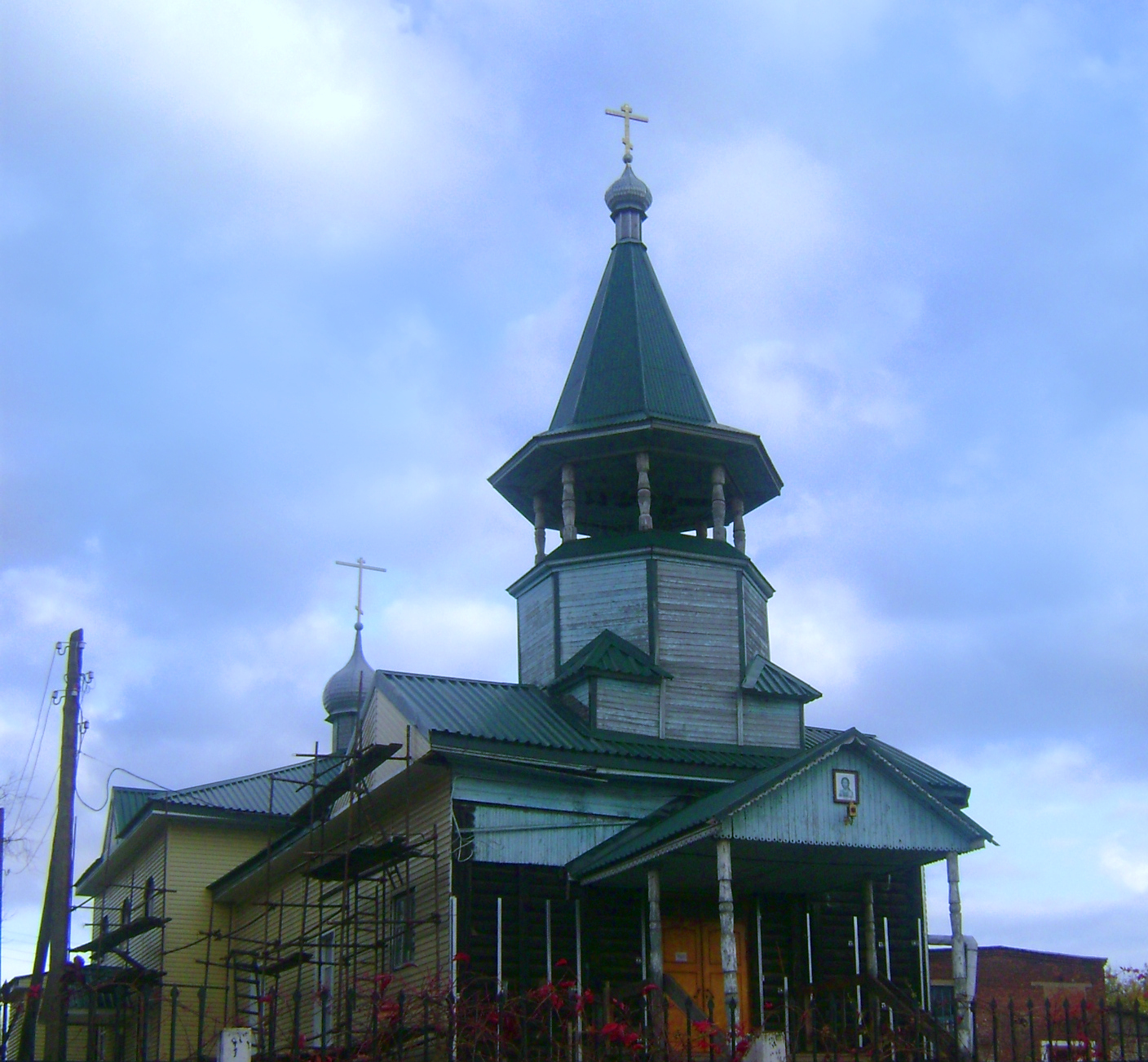
Храм Александра Невского